# 136795 Tatsunokingo
136795 Tatsunokingo este o planetă minoră (asteroid potențial periculos⁠(d)) din Asteroid Apollo. A fost descoperită pe 16 ianuarie 1997 la Kiso Observatory⁠(d) de  și a fost numită după Tatsuno Kingo⁠(d). 
Obiectul prezintă o orbită caracterizată de o semiaxă mare de 1,7473496198352 UAi, o excentricitate de 0,4785500926116, o înclinație de 10,992500583193 ° în raport cu ecliptica.